# Winterthurer Grossfeldtrophy 2018 (Sonntag)
Die Winterthurer Grossfeldtrophy 2018 (Sonntag) war die vierte Austragung des Winterthurer Handballgrossfeldcupwettbewerbs.

## Resultate

### Rangliste
| Pl.                            |  | Verein                               | Sp. | S | U | N | Tore    | Diff. | Punkte |
| ------------------------------ |  | ------------------------------------ | --- | - | - | - | ------- | ----- | ------ |
| 1.                             |  | SG Yellow/Pfadi/U19 Winterthur (WGT) | 4   | 3 | 0 | 1 | 057:420 | +15   | 06:20  |
| 2.                             |  | HC Andelfingen                       | 3   | 2 | 0 | 1 | 054:500 | +4    | 04:20  |
| 3.                             |  | SG Handballfreunde                   | 4   | 0 | 0 | 4 | 045:640 | −19   | 00:80  |
| 4.                             |  | HC Rüti-Rapperswil-Jona              | 0   | 0 | 0 | 0 | 00:00   | ±0    | 00:00  |
| Quelle: , Stand: 12. Juli 2018 |  |                                      |     |   |   |   |         |       |        |

| Zum Rundenende 2018: |                                                                          |
|                      |                                                                          |
|                      | Qualifikation für das 14m-Werfen                                         |
|                      | Rückzug                                                                  |
|                      |                                                                          |
| Zum Saisonende 2017: |                                                                          |
| (WGT)                | Winterthurer Grossfeldtrophy Sieger 2017: SG Yellow/Pfadi/U19 Winterthur |

### Spiele
| 17. Juni 2018 9:00 Uhr | SG Yellow/Pfadi/U19 Winterthur | 17 : 13 | Handballfreunde | Stadion Schützenwiese, Winterthur Schiedsrichter: Eichenberger |
| 17. Juni 2018 9:00 Uhr | (8 : 6)                        |         |                 | Stadion Schützenwiese, Winterthur Schiedsrichter: Eichenberger |
| 17. Juni 2018 9:00 Uhr | [ 1 ]                          |         |                 | Stadion Schützenwiese, Winterthur Schiedsrichter: Eichenberger |

| 17. Juni 2018 10:00 Uhr | SG Yellow/Pfadi/U19 Winterthur | 15 : 11 | HC Andelfingen | Stadion Schützenwiese, Winterthur Schiedsrichter: Joos |
| 17. Juni 2018 10:00 Uhr | (9 : 6)                        |         |                | Stadion Schützenwiese, Winterthur Schiedsrichter: Joos |
| 17. Juni 2018 10:00 Uhr | [ 1 ]                          |         |                | Stadion Schützenwiese, Winterthur Schiedsrichter: Joos |

| 17. Juni 2018 11:00 Uhr | HC Andelfingen | 15 : 12 | Handballfreunde | Stadion Schützenwiese, Winterthur Schiedsrichter: Senne |
| 17. Juni 2018 11:00 Uhr | (6 : 8)        |         |                 | Stadion Schützenwiese, Winterthur Schiedsrichter: Senne |
| 17. Juni 2018 11:00 Uhr | [ 1 ]          |         |                 | Stadion Schützenwiese, Winterthur Schiedsrichter: Senne |

| 17. Juni 2018 12:00 Uhr | SG Yellow/Pfadi/U19 Winterthur | 15 : 7 | Handballfreunde | Stadion Schützenwiese, Winterthur Schiedsrichter: Eichenberger |
| 17. Juni 2018 12:00 Uhr | (6 : 4)                        |        |                 | Stadion Schützenwiese, Winterthur Schiedsrichter: Eichenberger |
| 17. Juni 2018 12:00 Uhr | [ 1 ]                          |        |                 | Stadion Schützenwiese, Winterthur Schiedsrichter: Eichenberger |

| 17. Juni 2018 13:00 Uhr | SG Yellow/Pfadi/U19 Winterthur | 10 : 11 | HC Andelfingen | Stadion Schützenwiese, Winterthur Schiedsrichter: Joos |
| 17. Juni 2018 13:00 Uhr | (6 : 4)                        |         |                | Stadion Schützenwiese, Winterthur Schiedsrichter: Joos |
| 17. Juni 2018 13:00 Uhr | [ 1 ]                          |         |                | Stadion Schützenwiese, Winterthur Schiedsrichter: Joos |

| 14. Juni 2018 11:00 Uhr | HC Andelfingen | 17 : 13 | Handballfreunde | Stadion Schützenwiese, Winterthur Schiedsrichter: Senne |
| 14. Juni 2018 11:00 Uhr | (10 : 6)       |         |                 | Stadion Schützenwiese, Winterthur Schiedsrichter: Senne |
| 14. Juni 2018 11:00 Uhr | [ 1 ]          |         |                 | Stadion Schützenwiese, Winterthur Schiedsrichter: Senne |

### 14m-Werfen
| 17. Juni 2018 15:00 Uhr | SG Yellow/Pfadi/U19 Winterthur | 3 : 1 n. 14m. | HC Andelfingen | Stadion Schützenwiese, Winterthur Schiedsrichter: Senne |
| 17. Juni 2018 15:00 Uhr | , (Direkt 14m)                 |               |                | Stadion Schützenwiese, Winterthur Schiedsrichter: Senne |
| 17. Juni 2018 15:00 Uhr | [ 1 ]                          |               |                | Stadion Schützenwiese, Winterthur Schiedsrichter: Senne |

 SG Yellow/Pfadi/U19 Winterthur qualifiziert für die SHV-Grossfeld-Cup 2018 Finalrunde.